# 真空飛船
真空飛船（Vacuum Airship）是一種以真空容器取代氫氣容器或氦氣容器來提供升力的假想中的飛船。此構想最早由義大利的Francesco Lana de Terzi在1670年提出，真空球是浮力升力終極的實現方法。

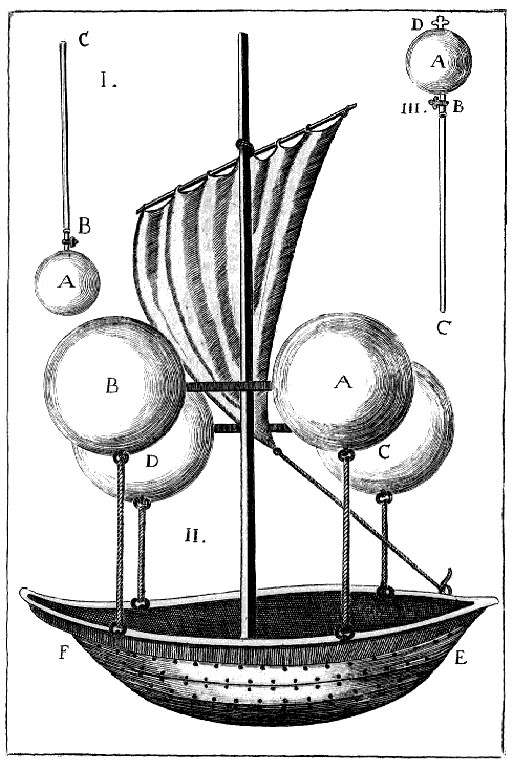
Francesco Lana de Terzi的真空飛船概念，約在1670年。